# Hopf-Bifurkation

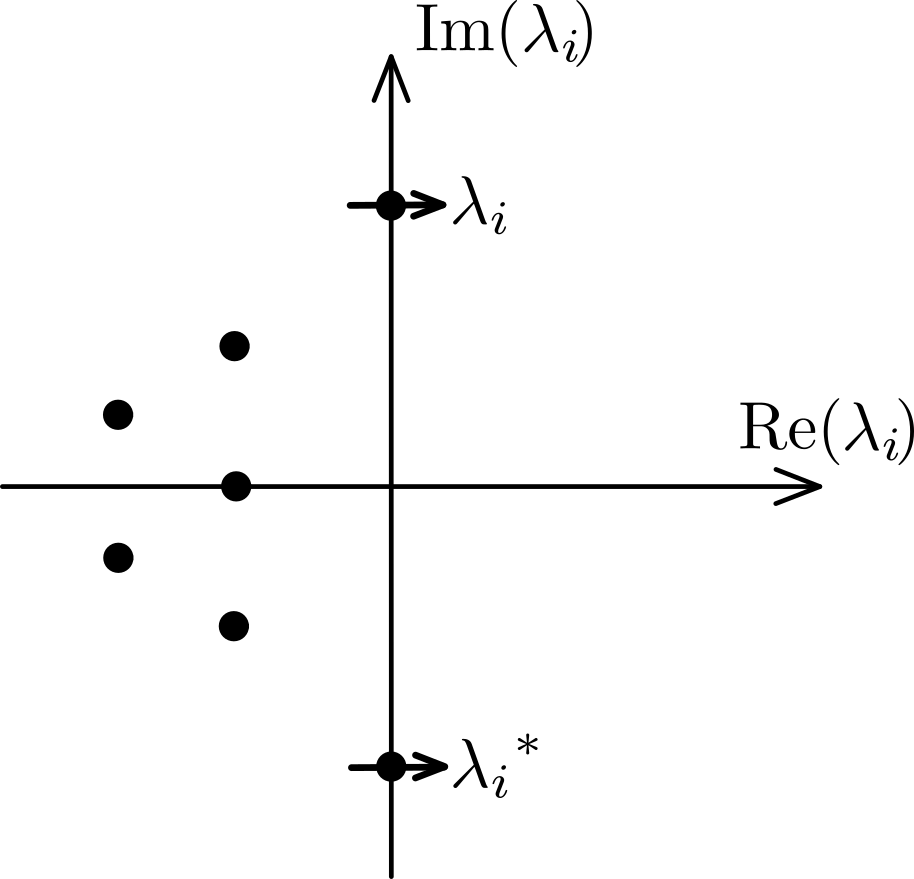
Komplexe Eigenwerte einer beliebigen Abbildung (Punkte). Bei der Hopf-Bifurkation überquert ein Paar komplex konjugierter Eigenwerte die imaginäre Achse.

Eine Hopf-Bifurkation oder Hopf-Andronov-Bifurkation ist ein Typ einer lokalen Bifurkation in nichtlinearen Systemen. Sie ist benannt nach dem deutsch-amerikanischen Mathematiker Eberhard Frederich Ferdinand Hopf bzw. nach Alexander Alexandrowitsch Andronow, der sie mit Witt und Chaikin in der Sowjetunion in den 1930er Jahren behandelte. Die Wurzeln der Theorie gehen aber auf Henri Poincaré Ende des 19. Jahrhunderts zurück.
Bei einer Hopf-Bifurkation überquert an einem Gleichgewichtspunkt (Fixpunkt) des Systems ein Paar komplex konjugierter Eigenwerte der aus der Linearisierung des Systems resultierenden Jacobimatrix die imaginäre Achse der komplexen Ebene; am Bifurkationspunkt selbst sind die konjugierten Eigenwerte also rein imaginär. Die Hopf-Bifurkationen können nur in zwei- oder höherdimensionalen Systemen auftreten, da die Linearisierung des Systems mindestens zwei Eigenwerte ("ein Paar") besitzen muss.

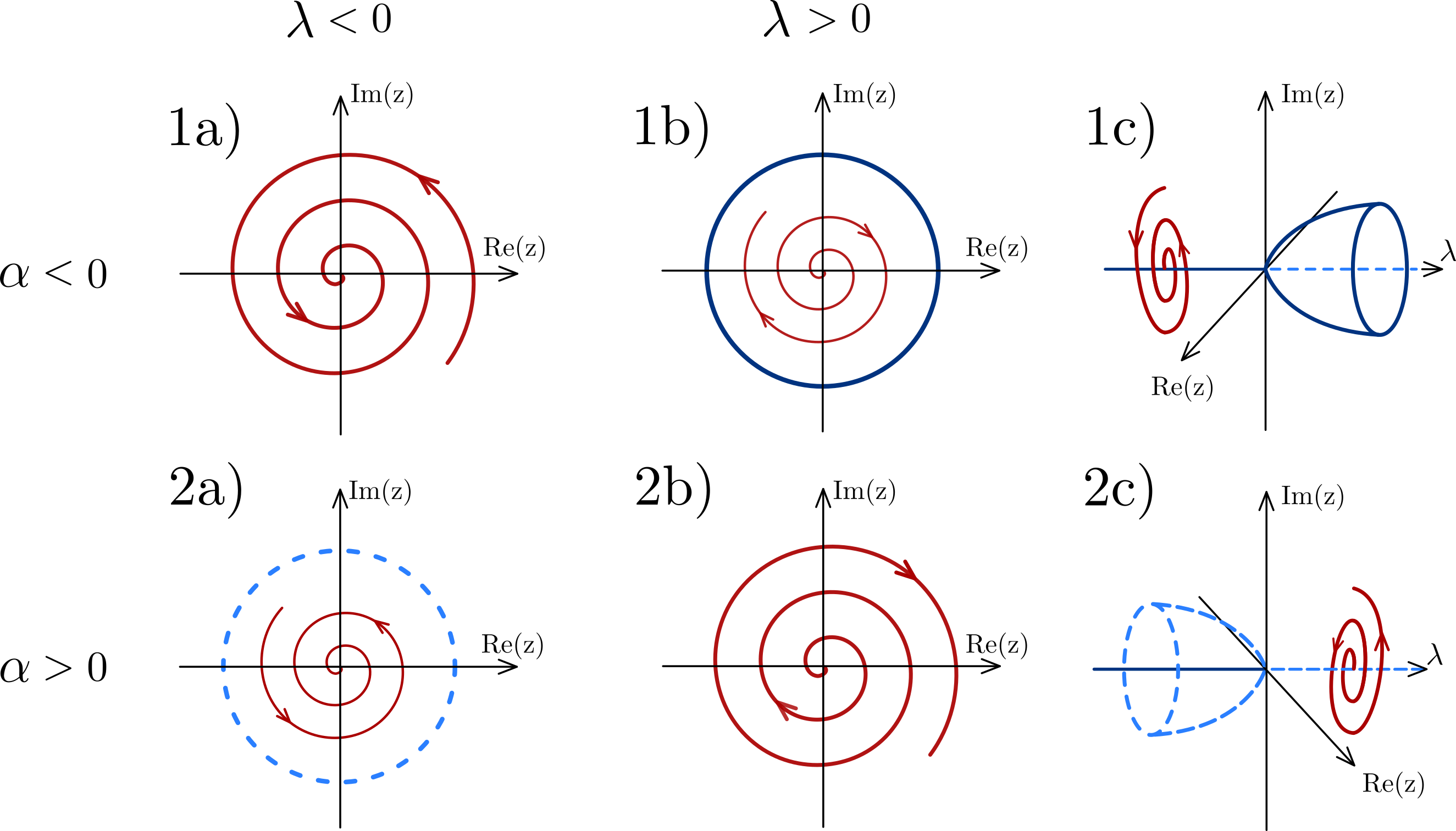
1: Superkritische Hopf-Bifurkation, 2: Subkritische Hopf-Bifurkation. Mögliche Trajektorien in Rot, stabile Strukturen in Dunkelblau, instabile Strukturen in gestricheltem Hellblau.

Die Normalform der Hopf-Bifurkation ist
{\displaystyle {\frac {dz}{dt}}=z((\lambda +i)+(\alpha +i\beta )|z|^{2}).}
Dabei ist
- {\displaystyle z} eine komplexe Größe
- t die Zeit
- i die imaginäre Einheit
- {\displaystyle \lambda }, {\displaystyle \alpha } und {\displaystyle \beta } sind reelle Parameter
  - {\displaystyle \lambda } ist ein Eigenwert.

Hopf-Bifurkationen zeichnen sich dadurch aus, dass bei der Variation eines Parameters ein Grenzzyklus aus einem Gleichgewicht entsteht. Es werden zwei Fälle unterschieden, je nachdem, ob ein stabiler Grenzzyklus entsteht (superkritische Hopf-Bifurkation) oder ein instabiler Grenzzyklus (subkritische Hopf-Bifurkation, vgl. nebenstehende Abbildung):
- Im Fall der superkritischen Hopf-Bifurkation ({\displaystyle \alpha <0}) tritt für {\displaystyle \lambda <0} ein stabiler Fixpunkt auf, der beim Übergang zu {\displaystyle \lambda >0} in einen instabilen Fixpunkt bzw. einen stabilen Grenzzyklus übergeht.
- Im Fall der subkritischen Hopf-Bifurkation ({\displaystyle \alpha >0}) tritt bei {\displaystyle \lambda <0} ein instabiler Grenzzyklus bzw. ein stabiler Fixpunkt auf, der mit {\displaystyle \lambda >0} in einen instabilen Fixpunkt übergeht.

Die Parameter {\displaystyle \lambda } und {\displaystyle \alpha } bestimmen im Wesentlichen die Stabilität des Systems nahe {\displaystyle \lambda =0}, wohingegen {\displaystyle \beta } die Rotation der Trajektorien und damit auch die Windungsrichtung beeinflusst.
Die Kodimension der Hopf-Bifurkation ist wie bei der Sattel-Knoten-Bifurkation, der Pitchfork-Bifurkation und der Transkritischen Bifurkation gleich eins; diese anderen Typen von Bifurkationen der Kodimension 1 zeichnen sich jedoch am Fixpunkt durch einen Eigenwert {\displaystyle \lambda =0} der Jacobimatrix aus.